# Walker Scobell

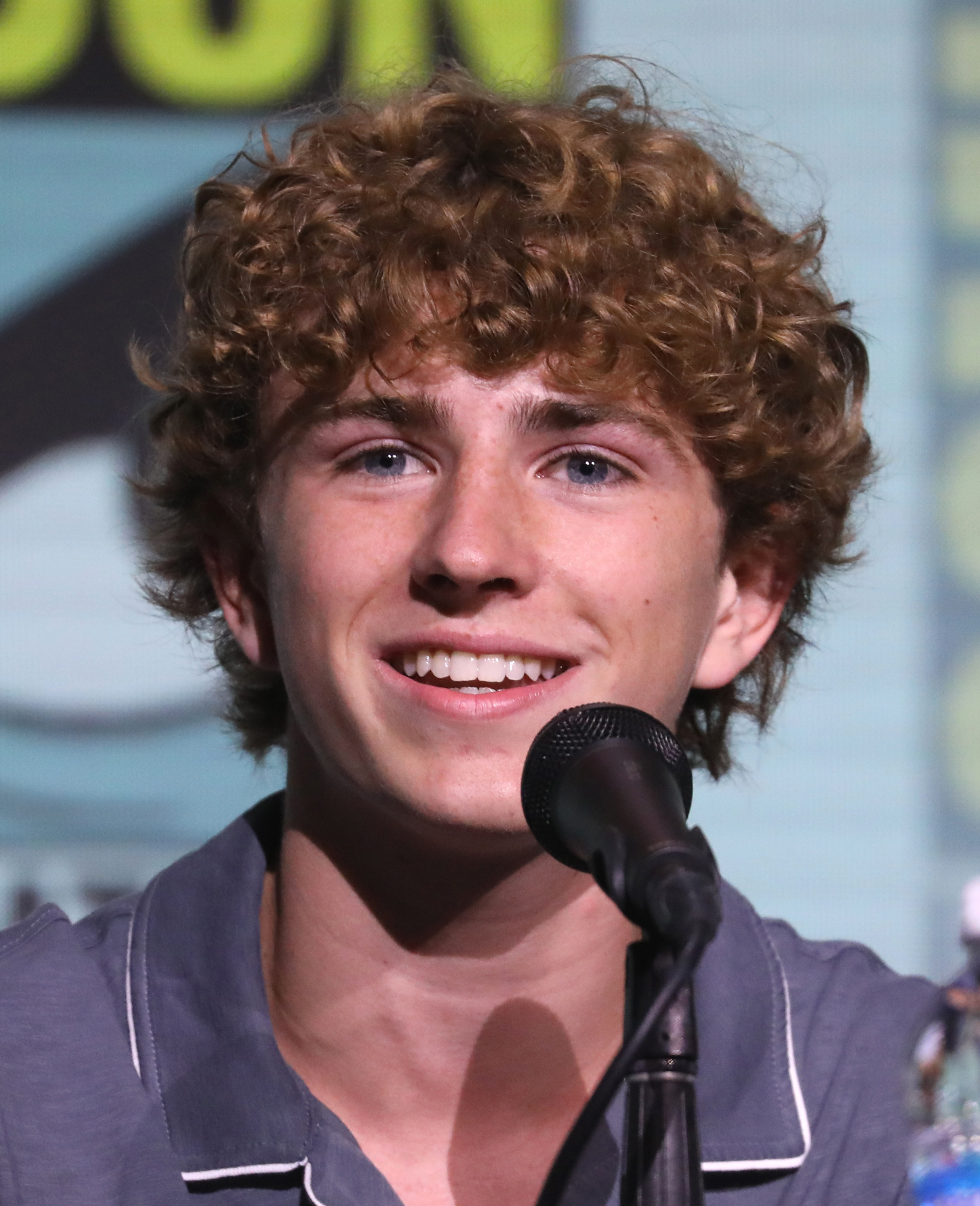
Walker Scobell (2024)

Walker Scobell (* 6. Januar 2009) ist ein US-amerikanischer Kinderdarsteller.

## Leben
Walker Scobell wurde 2009 als Sohn von Heather Melissa und Peter Scobell geboren. Sein Vater diente im Militär, was zu häufigen Umzügen der Familie führte. Walker trat bereits in der Grundschule und der Middle School in Schultheatern auf.
Als Kinderdarsteller hatte Walker 2022 sein Debüt im Netflixfilm The Adam Project als jüngere Version der Rolle von Ryan Reynolds. GQ schreibt über seine Darstellung im Adams Project, dass es beinahe unheimlich sei, wie der Newcomer das komödiantische Timing seines versierten Gegenübers spiegelt. Reynolds meinte anerkennend, dass Scobell „eines Tages Deadpool spielen“ kann.
Im April 2022 wurde Scobell für die geplante Serien-Verfilmung von Percy Jackson bei Disney+ als die Titelfigur bekanntgegeben.

## Filmografie
- 2022: The Adam Project
- 2022: Secret Headquarters
- seit 2023: Percy Jackson: Die Serie (Percy Jackson and the Olympians, Fernsehserie)